# 제프 던컨
제프리 L. 던컨(Geoffrey L. Duncan, 1975년 4월 1일 ~ )은 미국의 정치인으로 제12대 미국 조지아주 부지사이다.

## 학사
- 조지아 공과대학교

## 경력
- 2013.01 ~ 2017.08 제152·153·154대 조지아주 제26선거구 하원의원
- 2019.01 ~ 2023.01 제12대 조지아 부지사

## 뉴스 기사
- 2025년 1월 7일 해리스 지지 던컨, 공화당서 제명
- 2025년 7월 2일 던컨 전 부지사, 민주당 후보로 주지사 출마?
- 2025년 8월 7일 전 부지사 제프 던컨, 민주당으로 당적 변경

## 역대 선거 결과
| 선거명      | 직책명                       | 대수  | 정당   | 득표율  | 득표수      | 결과 | 당락               |
| ----------- | ---------------------------- | ----- | ------ | ------- | ----------- | ---- | ------------------ |
| 2012년 선거 | 하원의원 (조지아 제26선거구) | 152대 | 공화당 | 100.00% | 21,824표    | 1위  | 조지아 주의원 당선 |
| 2014년 선거 | 하원의원 (조지아 제26선거구) | 153대 | 공화당 | 100.00% | 16,041표    | 1위  | 조지아 주의원 당선 |
| 2016년 선거 | 하원의원 (조지아 제26선거구) | 154대 | 공화당 | 100.00% | 26,386표    | 1위  | 조지아 주의원 당선 |
| 2018년 선거 | 조지아 부지사                | 12대  | 공화당 | 51.63%  | 1,951,738표 | 1위  | 조지아 부지사 당선 |